# ガグラ
ガグラ (グルジア語: გაგრა; アブハズ語・ロシア語:Гагра) はジョージア西部にあるアブハジア自治共和国の都市である。黒海の北東の海岸から5キロメートル入ったところにあり、コーカサス山脈のふもとに位置する。亜熱帯気候のため、ロシア帝国やソビエト連邦の支配下にあったときには有名な保養地であった。
しかし、1990年代のアブハジア戦争以来、この町の人口は減少しますます衰退していった。1989年の人口は26,636人であったが、グルジア人のアブハジアからの大規模な追放によって、2009年時点での人口は15,700人と減少している。この町は22キロメートル北方にあるロシアの保養地であるソチからのロシア人観光客がしばしば訪れている。

## 歴史
ガグラはトリグリト (Triglite) と呼ばれるギリシア人の植民地として建設され、ギリシア人と土着のアブハジア人が居住した。ローマ帝国に吸収される前の紀元前1世紀にはポントス王国の支配下にあり、ニティカ (Nitika) という名前に変えられた。地理的な条件のため、ローマ人はこの都市を強化した。というのもゴート族などの異民族が繰り返し侵入してきたためである。ローマ帝国の没落の後、その後継である東ローマ帝国がこの都市を支配下に置いた。アブハジアの残りの部分とともに、9世紀以降ガグラはグルジアのイメレティ王国に組み込まれる。そしてジェノヴァとヴェネツィアの商人が目立つ、商取引のための大きな居留地となった。主な輸出品は木材、蜂蜜、蜜蝋、そして奴隷であった。ガグラの名前が初めて地図に載るのは、イタリア人のピエトロ・ヴィスコンティが1308年に作った地図である。この地図は現在ヴェネツィアのサンマルコ図書館に収蔵されている。

### ロシア帝国下のガグラ

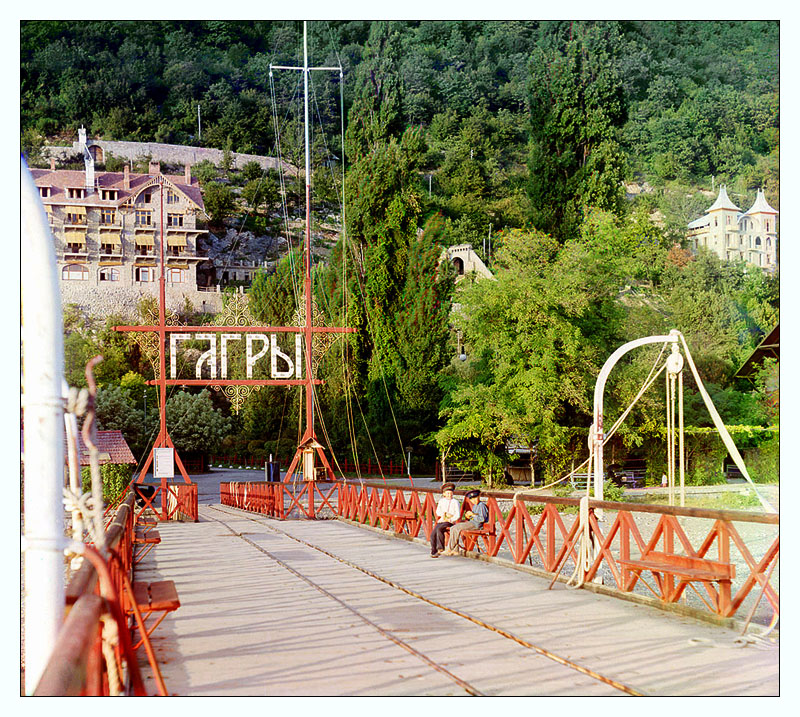
セルゲイ・プロクジン＝ゴルスキーが1905年～1915年の間に撮影したガグラの桟橋

16世紀に、ガグラとアブハジアはオスマン帝国に征服された。西洋の商人は街から追い出され、住民の多くは山地へ逃げ出し、街は長引く衰退の時代を迎える。18世紀までに、ガグラは森林と病気のはびこる沼地に囲まれた一寒村にまで縮小してしまった。その運命はロシア帝国が版図を広げ、アブハジアを併合した19世紀になって回復した。沼は干拓され、街は新しい陸軍病院を取り囲むように再建された。しかし人口はまだ少なく、1866年の国勢調査では336人の男性と280人の女性、大部分は地元の家族か陸軍士官とその家族が生活していたと記録されている。1877年-1878年の露土戦争で、トルコ軍が侵入し、町を破壊して住人を追い出すなど大きな被害を受けたが、ロシアは戦争に勝ってガグラを再建した。
戦後、街はロシア皇族（オリガ・アレクサンドロヴナ皇女の夫）であるペーター・フォン・オルデンブルクによって「発見された」。ペーターはその地域の亜熱帯性の気候に可能性を見いだし、そこに高級保養地を建設しようと決意した。政府から高額の資金を得て、自らの宮殿をこの地に建て、ヨーロッパ周辺の広く様々な様式でその他の建物をいくつも建設した。公園には熱帯の樹木が植えられ、異国の雰囲気を出すためにオウムや猿が持ち込まれた。高価な作業にもかかわらず、その保養地は最初は成功しなかったが、後には黒海の船旅で訪れるますます多くの外国の観光客を引きつけることとなる。

### ソビエト連邦下のガグラ
1905年のロシア革命（1917年のロシア革命とは異なる）で、地域の反乱によって革命政府が作られ、短期間ではあったが「ガグラ共和国」が誕生した。これはすぐに打ち破られ、革命家たちは大量に逮捕された。数年後に起こった第一次世界大戦はガグラにとっても災難であった。というのもガグラが依存してきた観光産業が壊滅的な打撃を受けたからであった。その直後のロシア革命ではボリシェヴィキが街を制圧した。ロシア内戦の間、フランスは短期間ボリシェヴィキを追い出そうとしたが、ガグラはソビエト連邦にしっかりと取りこまれたのである。
ボリシェヴィキのリーダーであるウラジーミル・レーニンが、ガグラに「労働者の保養地」を作るように命令し、オルデンブルクによって作られた保養地を国営化した。ガグラはソビエト市民に人気の休暇中の保養地となり、第二次世界大戦の間は負傷した兵士の社会復帰の場として新たな役割を得た。戦後、様々な国営サナトリウムがここに建設された。保養地は発展し、「ソビエト版リビエラ」の一部として集中的に開発された。

### アブハジア共和国のガグラ

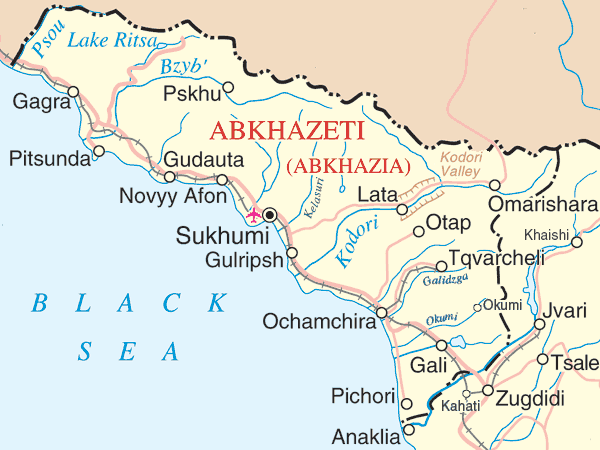
ガグラはアブハジア共和国の西端に位置する。北にロシア、東にジョージアと接する。ロシア国境まで約20kmである。

1980年代後半、この地域のグルジア人とアブハジア人との間の緊張が高まった。総力戦が1992年から1993年にかけて勃発し、グルジア政府軍の壊滅的な敗北に終わった。アブハジアの大規模な民族浄化で、数千人のグルジア人が死亡し数十万人が家を追われた。ガグラとアブハジアの首都スフミは戦闘の中心地であり、大きな被害を受けた。チェチェン人の悪名高い反乱指揮官のシャミル・バサエフは、チェチェンの義勇軍から派遣された指揮官として、アブハジア側に立ってガグラで戦った。
それ以来、ガグラはアブハジアの残りの部分と同様に発展が止まっている。アブハジアとジョージアの国境紛争は都市の東側に限定されているものの、対立はまだ解決していない。
2011年に行われた国勢調査によると現在の住民はアブハズ人52.8%、ロシア人19.0%、アルメニア人16.6%で残留したグルジア人は2.7%のみである。

### 記念碑
ガグラの主要なランドマークは以下の通り。
- アバータ (Abaata) 要塞跡（4〜5世紀）
- 6世紀のキリスト教会（アブハジアでもっとも古いといわれている）
- マルリンスキーの防衛塔（1841年）
- ペーター・フォン・オルデンブルクの19世紀の宮殿

## 交通
鉄道
市内の南側にアブハジア鉄道のガグラ駅がある。